# Джей Балвин
Хосе Алваро Осорио Балвин (на испански: José Álvaro Osorio Balvin), по-известен като Джей Балвин (J Balvin), е колумбийски регетон певец.

## Биография
Той е роден на 7 май 1985 г. в Меделин, Колумбия. От четиринадесетгодишен се занимава с музика. На 17 години отива в Оклахома, САЩ, заедно с най-добрия си приятел Хесус Маруланда, за да учат английски език. В началото на кариерата си пее предимно в нощните клубове на Меделин.
Първите два албума на Джей Балвин – Real и El Negocio, не пожънват така желания успех. Чак третият студиен албум на бъдещата колумбийска регетон звезда започва вълната на неговата слава. На 29 октомври 2013 г. е издаден трети студиен албум, наречен„ La Familia“. Най-известните песни от албума са Tranquila (първият световен хит на Балвин), Sola, 6AM, Yo Te Lo Dije, La Venganza и други. Джей Балвин получава множество награди, сред които и награда Латин Грами, в категория най-добра урбан песен. На 24 юни 2016 г. е издаден четвъртият студиен албум на Джей Балвин – Energia. Известните песни от албума са: Safari, Ginza, Sigo Extranandote, Bobo, Veneno. Албумът получава награда за най-добър албум на наградите Латин Грами.

## Дискография

### Студийни албуми
- La Familia (2013)
- Energía (2016)
- Vibras (2018)
- Oasis (с Bad Bunny) (2019)
- Colores (2020)
- Jose (2021)
- Rayo (2024)

### Преиздадени албуми
- La Familia B Sides (2014)

### Микстейпове
- Real (2007)
- El negocio (2008)
- J Balvín Mix Tape (2012)

### EP
- Summer Love (2020)
- Summer Vacation (2020)
- Summer Fiesta (2020)

### Сингли
- Ella Me Cautivó (2009)
- Éxtasis (2009)
- Inalcanzable (2009)
- Sin Compromiso (2010)
- Me Gustas Tú (2010)
- Soltera (2010) – с Zion&Lennox, с Alberto Stylee
- Quisiera (с Pasabordo) (2010)
- Se Aloca (с Reykon) (2010)
- No Me Vuelvo A Enamorar (2010)
- Sin Compromiso (Official Remix) (2010)
- En Lo Oscuro (2011)
- Seguiré Subiendo (2011)
- Mi Corazon (2011)
- Si Tú No Estás (Remix) (2011)
- Como Un Animal (2011)
- Mi Dama De Colombia (2011) – с Jowell&Randy, Pibe Calderón, Pipe Bueno
- Yo Te Lo Dije (2012)
- Tranquila (2012)
- Con Flow Matalo (2012) – с Reykon, Dragon&Cabbalero, Kevin Roldán
- Sola (2013)
- 6AM (с Farruko) (2013)
- Blurred Lines (2013) – с Robin Thicke, Pharell Williams
- The Way (Spanenglish Version) (2013) – с Ариана Гранде
- Sintiendome (2013) – с Los De La Naza
- La Venganza (2014)
- Ay Vamos (2014)
- I Want Cha (с Xonia) (2014)
- Cola Song (с INNA) (2014)
- Translation (2014) – с Vein, Belinda
- Travesuras (Remix) (2014) – с Nicky Jam, De La Ghetto, Zion, Arcángel
- Solo Tú (Remix) (2014) – с Zion&Lennox, Nicky Jam
- Problem (2014) – с Ariana Grande, Iggy Azalea
- Maps (2014) – с Maroon 5, Rumba Whoa
- Orgullo (2014) – с Justin Quiles
- Bebe Conmigo (2014) – с Farruko
- La Hoja Se Volteo (2014) – с Don Miguelo, Arcángel
- Maps (Official Latin Remix) (2014) – с Jay Sean, Rick Ross
- Ginza (2015)
- Tú Sombra (2015) – с Jencarlos Canela
- Stuck On A Feeling (2015) – с Prince Royce
- La Frontera (2015) – с Juan Gabriel, Julión Álvarez
- Sorry (Latino Remix) (2015) – с Justin Bieber
- Mírame Ahora (2015) – с Juno
- Can't Stop Dancin (Remix) (2015) – с Becky G
- Tú Protagonista (Remix) (2015) – с Messiah, сNicky Jam, Zion&Lennox
- Lean On (Remix) (2015) – с Major Lazer, MØ, Farruko
- Mal De Amores (2015) – с Juan Magan
- Imaginate (2015) – с Arcangel, DJ Luian
- Bobo (2016)
- Safari (2016) – с Pharell Williams,с BIA&Sky
- Qué Raro (2016) – с Feid
- Love Is The Name (2016) – със Sofia Carson
- Otra Vez (2016) – с Zion&Lennox
- 35 Pa Las 12 (2016) – с Fuego
- Turn Out The Light (2016) – с Cris Cab
- DM (Remix) (2016) – с Mueka, Cosculluela, De La Ghetto
- Malvada (2016)
- Pierde Los Modales (2016) – с Daddy Yankee
- Acércate (2016) – с Yandel
- Veneno (2016)
- Sigo Extrañándote (2016)
- Primera Cita (2016)
- Por Un Día (2016)
- No Hay Título (2016)
- Snapchat (2016)
- Hola (2016)
- Solitario (2016)
- Negro (2020)
- Agua (2020) - c Tainy
- Anaranjado - c Jowell y Randy (2020)
- Un Dia (One Day) - Dua Lipa, Bad Bunny, Tainy (2020)
- No Te Vayas - Yandel (2020)